# تايلانديون
التايلانديون (بالتايلندية: ไทย) المعروف تاريخيًا باسم الشعب السيامي هم مجموعة من الناس يعيش أكبر جزء منهم في تايلاند وينتشرون أيضا في جنوب شرق آسيا، ويتحدثون التايلاندية والتي تنتمي إلى مجموعة لغات تاي كاداي، يدينون بالبوذية، يبلغ عددهم 66.000.000 نسمة وينتشرون في عديد من دول العالم.

## تاريخ
يعتبر أول تاريخ معروف لهم يعود إلى القرني الثامن والتاسع الميلادي في عهد مملكة نانزهاو وهم يتألفون من البورميين الذين كانوا يعيشون بتلك المملكة، والتي كانت تحكم هضبة يونان وجنوبها والتي كانت تقع في شبه جزيرة الهند الصينية، ثم بعد ذلك بدؤوا بالهجرة في مجموعات إلى العديد من الدول خاصة لاوس وبورما وبقى كثيرين منهم في موطنهم الذي هو تايلاند حاليا.
ثم اكتشفت مملكة وسوكوتاي بعد ذلك في تلك المنطقة في القرن الثالث عشر في عام 1238 والتي أيضا كانت تتألف من التايلانديين ثم بعد ذلك توالت الهجرات والممالك حتى وصلت إلى العصر الحالي.

## مناطق انتشارهم

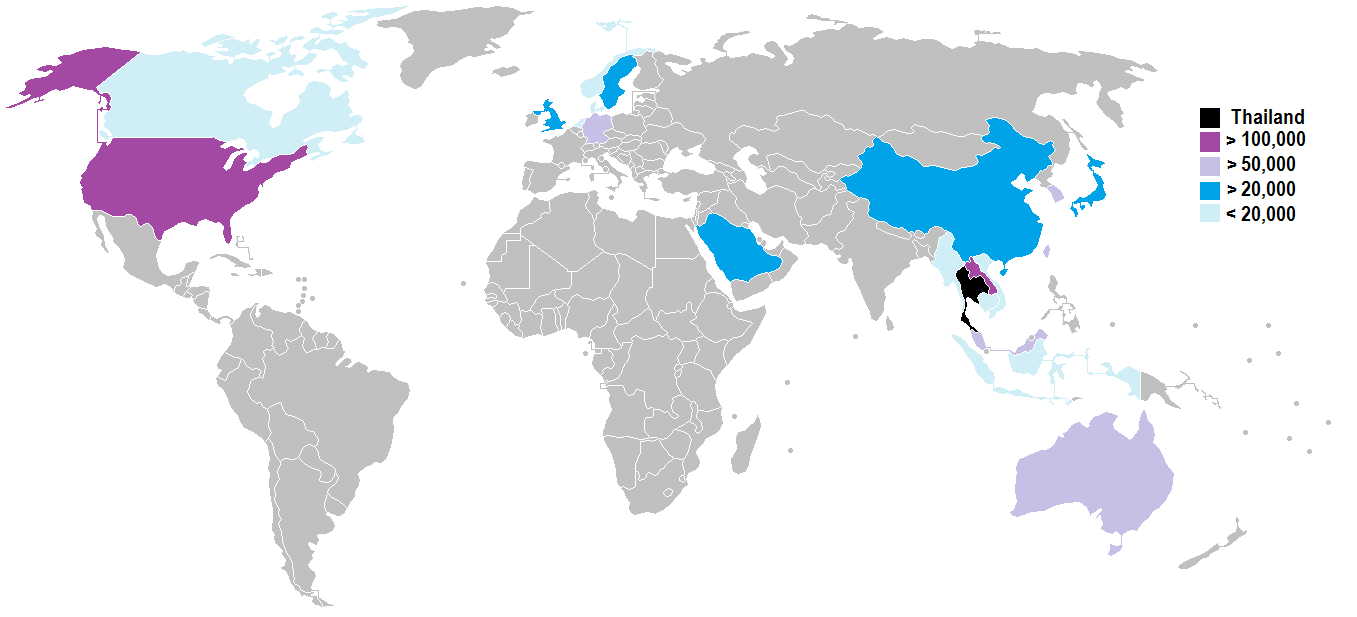
الشعب التايلاندي في الخارج

تعيش الغالبية العظمى من الشعب التايلاندي في تايلاند، على الرغم من أنه يمكن العثور على بعض التايلانديين أيضًا في أجزاء أخرى من جنوب شرق آسيا. يعيش حوالي 51-57 مليونًا في تايلاند وحدها، بينما يمكن أيضًا العثور على مجتمعات كبيرة في الولايات المتحدة والصين ولاوس وتايوان وماليزيا وسنغافورة وكمبوديا وفيتنام وبورما وكوريا الجنوبية وألمانيا والمملكة المتحدة وكندا وأستراليا والسويد والنرويج وليبيا والإمارات العربية المتحدة.

## الثقافة
يتحدث معظم التايلانديون التايلندية والتي ينحدر منها الكثير من اللهجات، يدينون بالبوذية، حوالي %90 منهم متعلمون، تنتشر بينهم رياضة الملاكمة التايلاندية والتي انتشر صيتها في العالم في التسعينيات، التقويم لديهم (في تايلاند) يتقدم 543 سنة عن التقويم الميلادي وذلك حسب تاريخ دخول البوذية إليهم.